# Harry van der Kamp
Harry van der Kamp (Kampen, 1947) est un chanteur lyrique néerlandais originaire d'Overijssel, de tessiture baryton-basse, se produisant dans le répertoire de l'opéra et de l'oratorio, spécialisé dans la musique ancienne et Baroque.

## Biographie
Van der Kamp fait d'abord des études de droit et de psychologie à Amsterdam. Puis il étudie le chant avec Elizabeth Cooymans et Max van Egmond au Conservatoire Sweelinck d'Amsterdam.
Il travaille principalement dans le répertoire de la musique ancienne et Baroque – notamment l'opéra Baroque de compositeurs tels que Francesco Cavalli, Stefano Landi, Antonio Cesti, Henry Purcell, Jean-Philippe Rameau, Reinhard Keiser et Georg Friedrich Haendel. Il chante avec l'opéra national des Pays-Bas dans L'Orfeo et L'incoronazione di Poppea de Monteverdi et aussi dans les Rêves d'un Marco Polo de Claude Vivier. Le critique américain du New York Times, Bernard Holland, a décrit ainsi son apparition en 1996 en tant que Zoroastro dans l’Orlando de Haendel avec Les Arts Florissants, sous la direction de William Christie : « Harry van der Kamp est le seul homme à gérer les airs de basse de Zoroastro avec cette clarté et ce poids ».
Il enregistre plusieurs cantates de Bach et la Messe en si mineur avec Gustav Leonhardt. Sur l'enregistrement de la Passion selon Saint Jean avec Sigiswald Kuijken, il apparaît avec son professeur, Max van Egmond et Christoph Prégardien dans le rôle de l'évangéliste. En 1996, il enregistre la Passion selon Saint Matthieu avec Frans Brüggen et l'Orchestre du XVIIIe siècle dans une interprétation de concert au château de Vredenburg, en collaboration avec Nico van der Meel (évangéliste), Kristinn Sigmundsson (Jésus), María Cristina Kiehr, Ian Bostridge et Peter Kooy entre autres. Il collabore régulièrement avec le chœur Junge Kantorei à l'Abbaye d'Eberbach, dans les Vespro della Beata Vergine de Monteverdi en 1978, dans le Messie de Haendel en 1979, dans la Passion selon Saint Matthieu de Bach en 1981 et 1985, et dans la Messe en si mineur en 1983.
Il a travaillé avec des ensembles vocaux ou instrumentaux tels que le Hilliard Ensemble, Musica Antiqua Köln ou Les Arts Florissants. Avec le Huelgas Ensemble, il a enregistré des œuvres de Matteo da Perugia.
En 1984, il fonde le Gesualdo Consort Amsterdam pour interpréter des madrigaux des XVIe et XVIIe siècles, des compositeurs tels que Carlo Gesualdo, Emilio de' Cavalieri et Scipion Lacorcia mais également de la musique du XXe siècle.
Van der Kamp et le Gesualdo Consort ont terminé le Het Sweelinck Monument, premier enregistrement intégral des œuvres vocales de Jan Pieterszoon Sweelinck comprenant 17 disques en octobre 2010. L'enregistrement a reçu le « Klassieke Muziekprijs 2010 ». La reine Beatrix des Pays-Bas était présente à la cérémonie de commémoration à la Vieille église d'Amsterdam le 20 octobre 2010, et Van der Kamp a été fait Ridder de Orde van de Nederlandse Leeuw.

## Enseignement
En 1994, Harry van der Kamp a été nommé professeur à la Hochschule für Künste de Brême. Il a été enseignant à Abbaye de Michaelstein, ancien monastère cistercien transformé en institut culturel.